# Еп о Гилгамешу
Еп о Гилгамешу је епска песма из древне Месопотамије. Књижевна историја Гилгамеша почиње са пет сумерских песама о Гилгамешу (раније читано као сумерски „Билгамеш“), краљу Урука, од којих неке можда датирају из Треће династије Ура (око  2100. п. н. е.). Ове независне приче су касније коришћене као изворни материјал за комбиновани еп на акадском. Прва сачувана верзија овог комбинованог епа, позната као "старовавилонска" верзија, датира из 18. века пре нове ере и насловљена је према његовом инципиту, Shūtur eli sharrī ("Превазилажење свих других краљева"). Само неколико плоча је преживело. Каснија стандардна вавилонска верзија коју је саставио Син-леки-унини датира негде између 13. и 10. века пре нове ере и носи инципит Sha naqba īmuru („Онај који је видео дубину(е)“, или „Онај који види непознато"'). Отприлике две трећине ове дуже верзије од дванаест плоча је враћено. Неки од најбољих примерака откривени су у рушевинама библиотеке асирског краља Асурбанипала из 7. века пре нове ере.
Прва половина приче говори о Гилгамешу (који је био краљ Урука) и Енкидуу, дивљем човеку ког су богови створили да спречи Гилгамеша да угњетава народ Урука. Након што Енкиду постане цивилизован кроз сексуални однос са Шамхат, проститутком, он путује у Урук, где изазива Гилгамеша на тест снаге. Гилгамеш побеђује на такмичењу; ипак, њих двојица постају пријатељи. Заједно крећу на шестодневно путовање до легендарне Кедрове шуме, где на крају убију њеног Чувара, Хумбабу, и посеку свети кедар. Богиња Иштар шаље небеског бика да казни Гилгамеша јер ју је одбио. Гилгамеш и Енкиду убијају Небеског бика, вређајући Иштар, након чега богови одлучују да Енкидуа осуде на смрт и убију га тако што су му задали смртоносну болест.
У другој половини епа, невоља због Енкидуове смрти доводи до тога да Гилгамеш крене на дуго и опасно путовање да открије тајну вечног живота. Он на крају сазнаје да "Живот који тражиш нећеш наћи. Кад су богови створили људе, смрт су одредили за њих, а живот задржали за себе".
Еп се сматра темељним делом у религији и традицији херојских сага, при чему је Гилгамеш формирао прототип за касније хероје као што је Херкул, а сам еп је служио као утицај на хомерске епове. Преведен је на многе језике и представљен је у неколико дела популарне белетристике.

## Откриће
...ово откриће је очигледно предодређено да изазове живу контроверзу. За сада су православни људи у великом одушевљењу и веома су опседнути поткрепљењем које оно пружа библијској историји. Могуће је, међутим, као што је истакнуто, да се халдејски натпис, ако је оригиналан, може сматрати потврдом тврдње да постоје различите традиције потопа осим библијског, које је можда легендарно као и остале.

The New York Times, насловна страна, 1872
Око 15.000 фрагмената асирских клинописних плоча открили су у Асурбанипалској библиотеци у Ниниви од стране Остина Хенрија Лејарда, његовог помоћника Хормузда Расама и В. К. Лофтус почетком 1850-их. Крајем следеће деценије, Британски музеј је ангажовао Џорџа Смита да их проучава; 1872. Смит је читао преведене фрагменте пред Друштвом за библијску археологију, а 1875. и 1876. објавио је потпуније преводе, од којих је последњи објављен као Халдејски извештај о Постанку. Централни лик Гилгамеш је првобитно  представљен свету као „Издубар“, пре него што су клинасти логографи у његовом имену могли тачно да се изговоре. Године 1891. Пол Хопт је прикупио клинасти текст, а девет година касније, Питер Џенсен је обезбедио свеобухватно издање; Р. Кембел Томпсон је 1930. обновио оба њихова дела. Током наредне две деценије, Семјуел Ноа Крамер је поново саставио сумерске песме.
Године 1998. амерички асириолог Теодор Квасман открио је комад за који се верује да садржи прве редове епа у складишту Британског музеја; фрагмент, пронађен 1878. године и датиран у периоду 600. п. н. е. - 100. п. н. е., остао је неиспитан од стране стручњака више од једног века од његовог опоравка. Фрагмент је гласио „Онај који је све видео, који је био темељ земље, који је знао (све), био је мудар у свим стварима: Гилгамеш. Откриће артефаката (око 2600. п. н. е.) повезаних са Енмебарагесијем од Киша, који се у легендама помиње као отац једног од Гилгамешових противника, дало је кредибилитет историјском постојању Гилгамеша.
Почетком 2000-их, Гилгамешова плоча снова је илегално увезена у Сједињене Државе. Према Министарству правде Сједињених Држава, плоча је била обложена прљавштином и нечитљива када ју је купио амерички трговац антиквитетима 2003. Плочу је продао неименовани трговац антиквитетима 2007. са писмом у којем се лажно наводи да је била унутра кутија древних бронзаних фрагмената купљених на аукцији 1981. године. Године 2014, Хоби Лоби је приватно купио плочу за излагање у Музеју Библије у Вашингтону, Д.Ц. Године 2019. амерички званичници су запленили Гилгамешов плочу снова и враћена је у Ирак у септембру 2021.

### Стандардна вавилонска верзија
Стандардну вавилонску верзију је открио Хормузд Расам у библиотеци Асурбанипала у Ниниви 1853. „Стандардни вавилонски“ се односи на књижевни стил који је коришћен у књижевне сврхе. Ову верзију је саставио Син-леки-унини негде између 1300. и 1000. пре нове ере из ранијих текстова. Један од утицаја који је Син-леки-унини унео у дело био је да се питање смртности стави у први план, што је омогућило лику да од „авантуриста постане мудар човек“. Бразилски научник Линс Брандао је видео да се стандардна верзија може посматрати у овом смислу као „сапиенцијална књижевност“ („књижевност мудрости“), која је уобичајена на Блиском истоку, али ова идеја није широко прихваћена.
Стандардна вавилонска верзија има различите уводне речи, или инципит, од старије верзије. Старија верзија почиње речима „Превазилажење свих других краљева“, док стандардна вавилонска верзија има „Онај који је видео дубину“ (ša naqba īmuru), „дубоко“ што се односи на мистерије информација које је Гилгамеш донео са свог састанка са Ута-Напишти (Утнапиштим) о Еа, извору мудрости. Гилгамешу је дато знање о томе како обожавати богове, зашто је смрт одређена за људска бића, шта чини добрим краљем и како живети добрим животом. Прича о Утнапиштиму, јунаку мита о потопу, може се наћи и у вавилонском епу Атра-Хасис. Стандардна верзија је такође позната као iškar Gilgāmeš, „Серија Гилгамеша“.
12. таблета је наставак оригиналних 11 и вероватно је накнадно додата. Има мало везе са добро израђеним епом од 11 таблета; редови на почетку прве плоче цитирани су на крају 11. плоче, дајући јој кружност и коначност. Табла 12 је скоро копија раније сумерске приче, преднаставак, у којем Гилгамеш шаље Енкидуа да преузме неке своје предмете из подземног света, а он се враћа у облику духа да повеже природу подземног света са Гилгамешом.
У погледу форме, поетске конвенције које се придржавају у стандардној вавилонској верзији изгледају недоследне и још увек су контроверзне међу научницима. Међутим, постоји широка употреба паралелизма у низу од два или три суседна реда, слично као у хебрејским псалмима.

## Настанак
Књижевност Вавилона и Месопотамије била је врло богата. Из тог периода су пронађени многи епови, легенде, митови, химне боговима, псалми, бајке, басне, пословице и приповетке.
Најсавршенији међу еповима је Еп о Гилгамешу. За разлику од јунака из грчке или келтске митологије, јунак из Епа о Гилгамешу је био историјска личност. Гилгамеш, син Лугалбанде био је према сумерској листи краљева, пети краљ града Урука, који је удаљен око 155 km јужно од данашњег Багдада. У месопотамској митологији Гилгамешу се приписује полубожанска надљудска снага, (митолошки претходник грчког јунака Херакла), који је изградио велики зид око града Урука да брани свој народ од страног непријатеља.
Верује се да је историјска владавина Гилгамеша требало да буде отприлике око 2.500. п. н. е., 400 година пре најраније познате писане приче. Откриће артефаката повезаних с двојицом краљева по имену у причама, Ага и Енмебарагесија од Киша, је дало веродостојност о историјском постојању Гилгамеша. Најраније сумерске верзије овог епа се сматра да потичу већ од 2.100 г.п.н.е-2.000. п. н. е., док најстарије акадске верзије потичу од 2.000-1.500. п. н. е.‍:41–42
Еп је написан на акадском, вавилонском језику и састоји се од 12 плоча (певања) па је према томе и највећи. Плоче именују свог аутора као „Sin-Leqi-Unninni“, што значи: Боже месеца, прихвати моју молитву.
Сумерске поеме које су послужиле као основа акадског Епа о Гилгамешу:
- Гилгамеш и Агга од Киша
- Гилгамеш и земља живота
- Гилгамеш и Небески бик
- Гилгамеш и врба
- Гилгамешова смрт

Гилгамеш је био сасвим заборављен до викторијанског доба. Енглески путник, Остин Хенри Лајард, 1839. године је ископао више од 25.000 глинених плоча из рушевина Ниниве. Хенри Роулинсон је почео да преводи те плоче, прво у Багдаду а онда у Британском музеју. Када је Роулинсонов ученик Џорџ Смит превео једанаесту плочу Епа о Гилгамешу, на енглески 1872. године, изазвао је велику сензацију. Разлог томе је био што је на тој плочи био описан потоп и спашавање које је јако слично ономе што је описано у Библији (Утнапиштим је у Гилгамешу направио брод, а у Библији Ноје). Неколико година касније, и друге су плоче преведене. Ипак, једна петина епа није завршена, јер неки делови плоча нису пронађени или су оштећени.
Занимљиво је да име Гилгамеш, како је утврђено, значи „отац-јунак“ или „стари човек-јунак“. Енкиду, у поемама које претходе нинивској верзији није саборац и пријатељ Гилгамеша већ његов слуга. Значење његовог имена тумачи се на разне начине, као „господар брана и канала“, као „господар рита и мочваре“, или као „створење бога Еа (Енкија)“.

## Верзије Епа
До нас су допрле три верзије Епа
1. најстарија старовавилонска, по првом стиху Велик је он, већи од људи свих, чини га 6 очуваних одломака преписа који потичу из 18—17. века п. н. е.[28]‍:45
2. тзв. периферна верзија коју чине 2 фрагмента из 15—14. века п. н. е. и представља сажету прераду старовавилонске верзије.
3. нинивска верзија, назив добила по месту проналаска Ниниви, односно асирска, по првом стиху названа О све видевшем, чине је 4 групе преписа. Потиче из 7. века п. н. е, према језику је вавилонска, представља прераду старовавилонске верзије од које се разликује по томе што је извршена замена архаичних речи, скраћивање или проширивање текста епским формулама и понављањем читавих пасуса, размештај појединих епизода.

Највећу заслугу за очување Епа има асирски краљ Асурбанипал (Ашурбанапли) 7. век п. н. е. који је као велики освајач и веома учен човек изаслао учене људе и писаре у културне центре древног Сумера и Вавилона да у тим центрима истраже архиве, преведу на савремени семитски језик све што је вредно и запишу на плочице у чијем је заглављу морало стајати: „Преписано и сравњено с изворником и сабрано у двору Асурбанипала, Владара Света, Краља Асирије“.

## Састав и садржај Епа
Еп о Гилгамешу може се поделити на 4 веће целине, које су следеће:
1. Енкијада или приповест о јунаку из степе, о његовом уљуђивању, уласку у цивилизовани свет и пријатељству са Гилгамешом; обухвата таблице прву и другу; обрађује митолошке мотиве: стварање првог човека, мотив невиности првог човека, источни грех првог човека, мотив сензуалне љубави, мотив пријатељства – паралела Гилгамеш – Ахилеј.
2. Поход против Хумбабе, путовање у кедрову шуму и смакнуће Хумбабе; певања треће, четврто, пето; за тему има пустоловине јунака, садржи мотив родитељске љубави, мотив борбе са чудовиштем, мотив забране, тј. мотив огрешења о забрану – убиство Хумбабе којег штити бог Ен-лил.
3. Епизода о исмејавању богиње Иштар, бој с Небеским биком и смрт Енкидуа; певања шесто и седмо, осмо; мотив борбе са чудовиштем, мотив огрешења о забрану – убиство Небеског бика, мотив смрти.
4. Гилгамешово трагање за знањем предака о људском животу и бесмртношћу; певања девето, десето, једанаесто, обрађује мотив смрти, страх од смрти, мотив бесмртности, тајна живота, предање о потопу, симболика броја дванаест, сунчев јунак.

Дванаесто певање, као додатак, условљено основном садржином и астролошким значењем Епа обрађује мотив доњег света.

## Радња
Пролог епа говори уопште о Гилгамешу, који је био једна трећина човек а две трећине бог. Гилгамеш се описује као веома леп и мудар човек који је градио прелепе храмове и велике градске зидине. Међутим, и поред његових врлина, када је почео своју владавину био је деспот. Гилгамеш је радио разне грозоте своме народу (нпр. силовао је сваку жену која му се свидела). Богови су увидели патњу Гилгамешевог народа и створили су Енкидуа, човека дивљине, који је био раван Гилгамешу.
Енкиду је био дивљи човек. Када га је један ловац угледао у дивљини довео му је жену из храма богиње Аруру да би га вратио у цивилизовани свет (тада се веровало да секс и жене делују смирујуће на људе дивљине). Енкиду је стварно постао нормалан човек. Када је сазнао шта Гилгамеш ради свом народу, отишао је у Урук и нашао Гилгамеша. Након што су се тукли читаву ноћ, спријатељили су се. Одлучили су да заједно иду у авантуре.
Они прво одлазе у забрањену шуму да убију Хумбабу који је увредио Бога Шамаша. Ту их напада Хумбаба, којег побеђују. При повратку у Урук, након што је Гилгамеш одбио да има љубавне односе с богињом, богиња Иштар тражи од свог оца да пошаље бика да казни Гилгамеша. Гилгамеш и Енкиду се боре и побеђују небеског бика. Богови одлучују да казне Енкидуа. Енкиду умире, а Гилгамеш је емоционално сломљен. Након тога Гилгамеш одлази у потрагу за бесмртношћу. Долази до свог праоца који му по наговору Жене говори како може да постане бесмртан. Он послуша свог праоца и налази бесмртност (ТРАВУ из ПРАМОРА) и жели да је подели са својим суграђанима. Змија му поједе ту траву и он је проклиње. Умире као смртник.

## Радња по плочама
- Прва плоча: Наратор кроз описивање упознаје читаоца са величанственошћу града Урука и представља му његовог краља Гилгамеша. Он је највећи краљ на Земљи, две трећине божанство, а једна трећина човек, најјачи човек који је икада постојао. Ипак, владао је као тиранин над својим људима у граду Урук, не саосећајући са њиховим невољама, па чак и упражњавајући наводно право одузимања невиности невестама у присуству њихових мужева.

Када су се његови људи пожалили боговима да је престрог, богови одлучују да посаветују Гилгамеша. Мајка богиња Аруру/Нинхурсаг ствара длакавог дивљег човека Енкидуа као достојног противника. Енкиду живи у дивљини међу шумским газелама. Он уништава ловачке замке, од једног ловца који га открива и тражи од Гилгамеша да га пошаље у храм једној блудници да га она припитоми тако да га дивље звери онда почну одбијати. Гилгамеш га шаље Шамхат, светој блудници богиње Иштар, која заводи Енкидуа у недељу дана дугу сексуалну иницијацију, у којој Енкиду показује изузетну мушкост. Као резултат овог сусрета, животиње се сада боје и беже од његовог присуства. Напуштени Енкиду тражи утеху од Шамхат која му нуди да га врати с њом у цивилизацију.
- Друга плоча: Енкиду учи да једе људску храну, маже његово рашчупано тело и облачи се у цивилизовану одећу. Он жуди да посети храм богиње Иштар и да изазове моћног краља Гилгамеша. Енкиду постаје разјарен сазнавши да овај наводно узорни владар намерава да спава с младожењином младом прије венчања. Он иде са Шамхат у Урук где блокира Гилгамешу пут до младине просторије. Након огромне борбе у којој Гилгамеш побеђује, Гилгамеш се показује без злобе након чега он и Енкиду постају најближи пријатељи. Гилгамеш предлаже авантуру у забрањену кедрову шуму, где морају убити моћног Хумбабу демона чувара шуме. Енкиду, знајући да је сам главни бог Енлил доделио Хумбаби овај посао горко протестује, али се на крају слаже из љубави за свог новог пријатеља.
- Трећа плоча: Гилгамеш и Енкиду се припремају за путовање у кедрову шуму. Они добију благослов од гилгамешове мајке, богиње Нинсун, као и подршку бога сунца Шамаша, који постаје њихов заштитник.
- Четврта плоча: Гилгамеш и Енкиду путују према западу до Либана и кедрове шуме. Енкиду има низ узнемирујућих пророчких снова, које Гилгамеш наивно и погрешно тумачи као добра предсказања.
- Пета плоча: Улазећи у шуму, Гилгамеш и Енкиду нису дорасли страшном Хумбаби, али су уз помоћ свог заштитника Шамаша који шаље осам моћних ветрова (звиждећи ветар, пробијајући ветар, мећаву, зли ветар, демонски ветар, залеђени ветар, олују, пешчану олују) против шумског заштитника. Сада у гилгамешовој милости, Хумбаба моли за свој живот, обећавши да ће дати краљу сву дрвену грађу коју жели. Енкиду међутим саветује Гилгамешу да не показује милост. Они свирепо убијају Хумбабу, вадећи му утробу. Затим су посекли моћна кедрова стабла које је Хумбаба пре штитио и са сплавом се низ Еуфрат враћају назад у цивилизацију у град Урук.
- Шеста плоча: Након повратка у Урук, богиња Иштар предлаже брак Гилгамешу. Знајући несретне судбине њених претходних љубавника, он одбацује овај предлог. Одбачена Иштар захтева да њен отац Ану пошаље „небеског бика“ да убије Гилгамеша због његове дрскости. Енкиду лови бика и хвата га за реп, а Гилгамеш га као матадор убија. Иштар га проклиње рекавши: „Тешко Гилгамешу који ме је оклеветао и убио небеског бика!“ Енкиду који је био веран Гилгамешу, усуђује се да вређа богињу. Иштар и њен свештенице су у дубокој жалости због небеског бика, док Гилгамеш и људи Урука славе мушку храброст хероја-краља.
- Седма плоча: Главни богови Ану, Енлил, и Шамаш окупљају се и већају да се одреди казна за убијање небеског бика и Хумбабе. Након расправе о овом питању, одлучују да поштеде Гилгамеша, али осуђују Енкидуа. Верни Енкиду постаје смртно болестан и проклиње свете блуднице Шамхата због његовог довођења из дивљине. На шамашов наговор, он је међутим помилује и благослови је, иако у горком и ироничном смислу. Лежећи на самрти, он описује своје пребивалиште „кућу од праха“ у подземном свету ожалошћеном Гилгамешу.
- Осма плоча: Гилгамеш пружа дуготрајан поетски говор о Енкидуу. Гилгамеш оплакује Енкидуа 6 дана и 6 ноћи и тек седмог дана га сахрањује. Дубоко потресен, раније нерањиви краљ жали због губитка свог јединог правог пријатеља и по први пут долази до схватања о својој властитој смртности.
- Девета плоча: Да би избегао судбину Енкидуа, Гилгамеш предузима опасно путовање да посети легендарног Утнапиштима и његову супругу, једине људе који су преживели Велику поплаву добивши бесмртност богова. Он путује на највиши врх света планину Машу, где сусреће страшна шкорпионска бића која чувају капију блокирајући завршни део његовог путовања. Он их убеђује у свеобухватност своје сврхе, а они му омогућавају да уђе. Гилгамеш наставља да путује наизглед бескрајним стазама кроз велику хладноћу и таму.
- Десета плоча: На далекој удаљеној обали Гилгамеш сусреће Сидури која је одржавала једну конобу и која покушава да га одврати од његове потраге. Он је међутим, превише ожалошћен губитком Енкидуа и превише испуњен страхом од своје евентуалне смрти да би се дао одвратити од своје намере. Гилгамеш затим прелази „воде смрти“ са скелеџијом Уршанабијем довршавајући путовање и састајући се на крају са бесмртним Утнапиштимом.
- Једанаеста плоча: Утнапиштим говори Гилгамешу детаљно о великој поплави и нерадо му даје прилику да буде бесмртан. Он обавештава Гилгамеша да ако може остати будан седам дана да ће постати бесмртан. Покушавајући да то оствари Гилгамеш неминовно заспи. Утнапиштим га обавештава о посебној биљци која расте само на дну мора. Иако му баш не додељујући бесмртност, то ће му опет вратити у младост. Везивањем камења на ноге да би заронио дубоко Гилгамеш дохвата биљку и нада се да ће је вратити у Урук. Он ставља биљку на обалу језера док се купа, али је змија украде. Гилгамеш се враћа у Урук очајан, али призор града са његовим масивним зидовима покрећу га на похваљивање љепоте самога града. Након неуспеха у потрази за бесмртношћу Гилгамеш умире као смртник.
- Дванаеста плоча: Иако се мислило да је неколико прича у првих једанаест плоча првобитно биле одвојене приче, на плочама оне су добро увезане у јединствену целину. Прича на дванаестој плочи је јасно каснији додатак, у којем је Енкиду још увек жив, има жену и сина. Почиње са Гилгамешом који шаље Енкидуа на задатак у подземни свет да преузме предмете свете богињама Иштар/Инана, која је Гилгамеш изгубио. Прича се завршава са расправом у којој Енкиду одговара Гилгамешу на неколико питања која се односе на судбину оних људи у наредном животу.[29][31][32]

## Језик и стил
Језик епа одликује се тоном који је касније коришћен у Библији, али је заправо тек касније пренесен у јеврејску књижевност. То се исто десило и са причом о потопу, која је објављивањем у овом епу узбудила цели научни свет. Епска понављања у њему врло су значајна. Често имају сврху да наоко примитивним понављањем јасније предоче трајање времена у коме се неки једнолични догађаји збивају (забијање 120 стубова у плићаке смрти, путовање Гилгамеша кроз мрачни кланац и др.).
Цели еп се може поделити на два дела: човек према спољашњем свету и човек према унутрашњем свету. У првом делу епа (од 1. до 7. плоче) треба истаћи пријатељство између слављеног јунака Гилгамеша и полудивљег човека поља и степе Енкидуа. Једини представници зла су чаробни небески бик и Хумбаба, чувар кедрове шуме. Њих побеђују оба пријатеља, што с етичке стране представља симбол победе добра над злом. Осим ове две борбе у епу нема крвавих ратовања, својствених многим еповима. У добро изграђеној радњи еп достиже свој врхунац описом смрти пријатеља Енкидуа (8. плоча). Преокрет који се тим путем дешава у души Гилгамеша, туга за пријатељем и његов изненадни страх пред смрћу изнесен је једноставно, а ипак тако снажно и потресно да ове странице припадају међу најлепше у старијој књижевности. Оне тако јасно доказују да су човека од најстаријих дана па све до данас мучили исти проблеми. Питање живота, урођени страх од смрти, тежња за бесмртношћу описани су тако да могу узбудити и данашњег читаоца. Овом плочом еп мења карактер. Он постаје хуман, приближава се унутрашњем човеку и добија готово лирски, елегички карактер. Прави врхунац епа налази се у опису потопа (11. плоча), који је дат на веома стваран начин. Својом вредношћу она даје епу уметнички белег, уз то својом драматичношћу оживљује ток радње. Еп завршава песимистички: човек је немоћан да било шта сазна о стварима које га непрестано муче, а то су питања о животу и смрти (12. плоча).

## Главни ликови
Гилгамеш – је био најјачи човек, храбри борац, краљ Урука. Био је једну трећину човек, а две трећине бог. Он постаје веома тужан кад његов пријатељ Енкиду умире. Постаје очајан знајући да ће и он умрети и одлази на путовање до краја света у потрази за одговором, о животу и смрти.
Енкиду – је био пријатељ и саборац Гилгамешу. Богови су га створили као дивљег човека, кога су одгојиле животиње. Пошто је са Гилгамешом убио Хумбабу (чувара кедрових шума) и небеског бика, богови га кажњавају спором и болном смрћу.
Утнапиштим – краљ и свештеник у Шурипаку. На наговор бога, гради велики брод и спашава себе, своју породицу и по један примерак свих живих бића, од велике поплаве, која је за мало уништила сав живот на свијету. Богови су њему и његовој жени подарили вечни живот.

## Каснији утицај

### Однос према Библији
Предложено је да су различите теме, елементи заплета и ликови у хебрејској Библији у корелацији са Епом о Гилгамешу – посебно, извештаји о Еденском врту, савети Проповедника и нарација о потопу из Постања.

#### Рајски врт
Научници су одавно препознали паралеле између прича о Енкидуу/Шамхату и Адаму/Еви. И у једном и у другом, човек је створен од земље од бога и живи у природи. Он се упознаје са женском родбином која га искушава. У обе приче мушкарац прихвата храну од жене, покрије своју голотињу и мора да напусти свој некадашњи дом, неспособан да се врати. Присуство змије која касније у епу краде биљку бесмртности од јунака је још једна тачка сличности. Међутим, главна разлика између ове две приче је у томе што Енкиду жали због свог завођења далеко од природе, али ово је само привремено: након што се суочио са богом Шамашом због тога што је био незахвалан, Енкиду се повлачи и одлучује да жени која га је завела да своју последњи благослов пре него што умре. Ово је у супротности са Адамом, чији је пад од милости у великој мери приказан као казна за непослушност Богу и неизбежна последица губитка невиности у погледу добра и зла.

#### Савет од Проповедника
Неколико научника предлаже да је аутор Проповедника директно позајмио Сидуријеве савете.

#### Нојев потоп
Ендрју Џорџ тврди да се наратив о потопу из Постанка толико поклапа са оним у Гилгамешу да „мало ко сумња“ да потиче из Месопотамског извештаја. Оно што је посебно приметно је начин на који прича о потопу из Постанка прати причу о потопу о Гилгамешу „тачку по тачку и истим редоследом“, чак и када прича дозвољава друге алтернативе. У коментару Торе из 2001. објављеном у име Конзервативног покрета јудаизма, рабински научник Роберт Векслер је изјавио: „Највероватнија претпоставка коју можемо да направимо је да су и Генеза и Гилгамеш црпели свој материјал из заједничке традиције о потопу који је постојао у Месопотамији. Ове приче су се потом у препричавању разишле“. Зиусудра, Утнапиштим и Ноје су хероји сумерских, акадских и библијских легенди о потопу на древном Блиском истоку.

#### Додатне библијске паралеле
Матијас Хенс сугерише да се Набукодонозорово лудило у библијској Књизи Данила ослања на Еп о Гилгамешу. Тврди да аутор користи елементе из описа Енкидуа да наслика саркастичан и подругљив портрет вавилонског краља.
Многи ликови у Епу имају митске библијске паралеле, од којих је најзначајнија Нинти, сумерска богиња живота, створена од Енкијевог ребра да би га излечила након што је појео забрањено цвеће. Претпоставља се да је ова прича послужила као основа за причу о Еви створеној од Адамовог ребра у Књизи Постања. Естер Ј. Хамори, у Echoes of Gilgamesh in the Jacob Story, такође тврди да је мит о Јакову и Изаву упоредан са рвањем између Гилгамеша и Енкидуа.

#### Књига о дивовима
Гилгамеш се помиње у једној верзији Књиге о дивовима која је повезана са Књигом о Еноху. Верзија Књиге дивова пронађена у Кумрану помиње сумерског хероја Гилгамеша и чудовиште Хумбабу са Чуварима и дивовима.

### Утицај на Хомера
Бројни научници су скренули пажњу на различите теме, епизоде и стихове, што указује да је Еп о Гилгамешу имао значајан утицај на обе епске песме које се приписују Хомеру. Ове утицаје детаљно је описао Мартин Личфилд Вест у The East Face of Helicon: West Asiatic Elements in Greek Poetry and Myth. Према Цви Абуш са Универзитета Брандајс, песма „комбинује снагу и трагедију Илијаде са лутањима и чудима Одисеје. То је дело авантуре, али ништа мање није медитација о неким фундаменталним питањима људског постојања“. Мартин Вест, у „The East face of Helicon“, спекулише да би сећање на Гилгамеша доспело до Грка кроз изгубљену песму о Хераклу.

### Александрове легенде
У Александровској романси и многим каснијим легендама о Александру Великом, Александар је у потрази да пронађе извор живота и постане бесмртан. Ово је инспирисано митовима о Гилгамешовој потрази за вечном младошћу суоченој са његовом смртношћу; упркос утицају, постоје две главне разлике. Први је да Гилгамеш тражи биљку младости, док Александар тражи воду живота. Други је да је мотив змије која скида кожу у легенди о Гилгамешу замењен у Александровој легенди рибом која се враћа у живот након што је опере у фонтани. Разлози за ове разлике настали су због хришћанске силе укључене у адаптацију легенди о Гилгамешу.

### У популарној култури
Еп о Гилгамешу инспирисао је многа дела књижевности, уметности и музике. Тек после Првог светског рата еп о Гилгамешу је доспео до модерне публике, а тек после Другог светског рата представљен је у различитим жанровима.

## Мотив
У 'Епу о Гилгамешу' се са великом уметничком снагом поставља вечито питање о смислу живота и неизбежности човечије смрти, па макар то био и прослављени херој. У спеву се прича о томе како Гилгамеш, 'две трећине бог а једну трећину човек', влада у старом граду Уруку. Гилгамеш свирепо угњетава народ, терајући га да зида градске бедеме и храмове боговима. Становници Урука жале се на своју тешку судбину боговима, и богови услишивши њихове жалбе стварају див-јунака Енкидуа, који располаже натприродном снагом. Енкиду живи међу дивљим зверима, заједно са њима иде у лов и на појило. Један од ловаца, кога Енкиду спречава да лови дивље звери, моли за помоћ Гилгамеша. Тежећи да примами себи тога примитивног хероја, Гилгамеш му шаље храмовну блудницу. Блудница укроћује љубављу његову дивљу ћуд и доводи га у Урук. Ту оба јунака заподевају двобој, али, располажући подједнаком снагом, они не могу да савладају један другог. Спријатељивши се, оба див-јунака, Гилгамеш и Енкиду, заједно врше своје подвиге. Они заједно крећу у кедрову шуму, где обитава моћни Хумбаба, чувар кедрове шуме. Гилгамеш и Енкиду ступају у бој са Хумбабом и убијају га:
И заљуљаше се кедрови, и изађе Хумбаба, Страшан, изађе испод кедрова.
Јурнуше оба јунака, надмећући се у одважности, И оба се ухватише у коштац са господарем кедрова.

Двапут је судба помогла Енкиду, И Гилгамеш држи у руци Хумбабину главу.
Победнички јунак Гилгамеш буди луду страст у срцу богиње Иштар, која хероју нуди своју љубав. Али мудри и опрезни Гилгамеш одбацује њену љубав, подсећајући богињу на то колико је патњи и жалости задала она својим ранијим љубавницима. Увређена Гилгамешовим одбијањем, богиња Иштар жали се на њега свом оцу, врховном богу неба, Ану. Услишивши упорне молбе своје кћери, бог на земљу баца чудовишног бика, који својим падом и дахом убија и уништава људе и људску имовину. Али јунаци убијају то страшно чудовиште, и Енкиду вели Гилгамешу:
Пријатељу мој, победили смо небеску звер, Зар не смемо сада рећи да нам је осигурана слава у потомству!
Енкиду усни сан у коме му се прориче пропаст. И заиста Енкиду се смртно разболи. Дирљивим речима опрашта се он са својим пријатељим Гилгамешом и прориче и њему неизбежну смрт. Гилгамеш оплакује смрт пријатеља и први пут осећа над својом главом лепршање крила смрти. Његово нарицање заодевено је у уметничком облику:
Шест дана и ноћи плакао сам ја над њим, Све до дана када су га спустили у раку Сада се и ја бојим смрти и бежим у пусто поље.
Нада мном лебди пријатељева реч што ми је каза пред смрт.
Како, о како да се утешим? Како, о како да заплачем? Вољени пријатељ сад је налик на прашину.

И нећу ли ја лећи, као и он, да никад више не устанем?
Морен страхом од смрти, Гилгамеш креће на далеки пут. Он се упућује свом претку Утнапиштиму, који је једини од смртника добио бесмртност. Њега не плаши тешкоћа далеког пута. Њега не могу задржати ни људи-шкорпије, ни рајски врт са дрвећем на коме цвета драго камење, ни богиња Сидури, која га позива да заборави на смрт и да се преда свим радостима живота. Гилгамеш преброђује чамцем „воду смрти“ и стиже у крај у коме живи Утнапиштим. Гилгамеш настоји да од њега дозна тајну вечног живота. Одговарајући на Гилгамешова питања, Утнапиштим му прича о светском потопу, и о томе како га је бог Еа научио да сагради ковчег и да се у њему спасе од потопа, после чега су Утнапиштим и његова жена од богова добили бесмртност. Сажаливши се на Гилгамеша, Утнапиштим му открива „тајну реч“ и саветује га да сиђе на дно океана, да тамо убере траву бесмртности, која носи име „странац постаје младићем“. На свом повратку Гилгамеш стиже до тајне траве, али љута змија допуже до њега и уграби му траву. Ожалошћен херој, вративши се у свој град Урук, моли богове за последњу милост. Он жели да види сен свог преминулог пријатеља Енкудуа. Бог подземног света Нергал шаље по наређењу богова, на земљу Енкидоуву сен. Спев се завршава закљученим дијалогом између пријатеља. У одговор на Гилгамешову страсну молбу да му исприча „закон земље“, Енкиду му најмрачнијим бојама описује загробни живот умрлих људи.
Па ништа. Пусти ме да седнем и заплачем.
Реци ми закон земље који ти познајеш.
Глава, које си се ти дотицао и због које си осећао радост у срцу, Као стару одежду, црв њу прождире.
Прса, којих си се ти дотицао и због који си осећао радост у срцу, Као стари џак, пуна су прашине.

Читаво је тело моје налик на прах.
То је први је први пут да је крајње јасно и у исто време са таквом снагом и изразитошћу изречена мисао о неизбежности смрти, којој су подложни сви људи, чак и они који су спремни на сваки подвиг да би савладали неминовну смрт.
Епска легенда о Гилгамешовим подвизима води своје порекло из дубоке сумерске старине. Имена главних јунака – Гилгамеша и његовог пријатеља Енкидуа – сумерског су порекла. На Гилгамешово име наилази се у сумерски натписима из XXV века, а на представу Гилгамеша – на цилиндричним печатима из истог времена.
Приче о подвизима Гилгамеша и Енкиду, о трагичној смрти Енкиду и о Гилгамешовим лутањима у потрази за бесмртношћу преплиће са читавим низом старијих религијских мотива, који су у виду појединих епизода уметнути у општи текст спева. Такав је кратак одломак легенде о стварању човека (Енкиду) од глине, натопљене божијом пљувачком; такав је чувени мит о светском потопу, у коме се подробно прича како је стари херој Утнапиштим на савет бога мудрости Еа саградио ковчег, спасавши се у њему од воде потопа, и тиме заслужио вечни живот.
Спев о Гилгамешу заузима посебно место у вавилонској књижевности, како по свим уметничким одликама, тако и по специфичности мисли изражених у њему.
У високоуметнички облик заодевена је мисао старовавилонског песника о вечној човековој тежњи да савлада смрт и стекне личну бесмртност. У задњим речима спева осећа се мучна жеља човекова да сазна „закон земље“, тајну живота и смрти. Дубоким песимизмом прожете су речи старог песника. Будући живот он слика као оличење страдања и бола. Чак ни чувени Гилгамеш – „дивни, снажни, мудри, божанство - својим двема трећинама, човек – само једном, светлог тела као велика звезда“ - и поред свог божанског порекла не може да заслужи и стекне бесмртност. Блаженство у загробном животу даје само оном ко извршава заповест религије, захтева свештеника, обреде верског култа. У томе је основна мисао читавог спева.

## Даље читање
Преводи
- George, Andrew R (1999). The Epic of Gilgamesh: The Babylonian Epic Poem and Other Texts in Akkadian and Sumerian. London: Penguin Press.. (Translation for general readership)
- George, Andrew R (2003). The Babylonian Gilgamesh Epic: Introduction, Critical Edition and Cuneiform Texts, 2 Vols. Oxford: Oxford University Press.. (Translation for scholars and general readership)
- Parpola, Simo (1997). The Standard Babylonian, Epic of Gilgamesh. Mikko Luuko and Kalle Fabritius. The Neo-Assyrian Text Corpus Project. ISBN 978-951-45-7760-4.: (Volume 1) in the original Akkadian cuneiform and transliteration; commentary and glossary are in English. (Translation for scholars and general readership)
- Helle, Sophus (2021). Gilgamesh: A New Translation of the Ancient Epic. New Haven: Yale University Press.. (Translation for general readership)

### Преводи(стари и други)
- Jastrow, Morris; Clay, Albert Tobias (2016). An Old Babylonian Version of the Gilgamesh Epic: On the Basis of Recently Discovered Texts [1925]. Cambridge Library Collection – Archaeology.  978-1-108-08127-6(Outdated).
- Jastrow, M.; Clay, A. (1920). An Old Babylonian Version of the Gilgamesh Epic: On the Basis of Recently Discovered Texts. Yale University Press. (Outdated)
- Sandars, N. K. (2006). The Epic of Gilgamesh. Penguin Epics, Penguin Classics. London: Penguin.  978-0-14-102628-2.: re-print of the Penguin Classic translation (in prose) by N. K. Sandars 1960 ( 0-14-044100-X) without the introduction. (Outdated)
- Shin, Shifra (2000). Alilot Gilgamesh (Tales of Gilgamesh). Tel Aviv: Am Oved. – an adaptation for young adults, translated directly to Hebrew from the original Akkadian language by Shin Shifra. (Young Adult: Hebrew)

Верзије
- George, Andrew R (1999). The Epic of Gilgamesh: The Babylonian Epic Poem and Other Texts in Akkadian and Sumerian. London: Penguin Press.. (Translation for general readership)
- George, Andrew R (2003). The Babylonian Gilgamesh Epic: Introduction, Critical Edition and Cuneiform Texts, 2 Vols. Oxford: Oxford University Press.. (Translation for scholars)
- Ferry, David (1993). Gilgamesh: A New Rendering in English Verse. New York, NY: Farrar, Straus and Giroux. ISBN 978-0-374-52383-1. (Outdated)
- Jackson, Danny (1997). The Epic of Gilgamesh. Wauconda, IL: Bolchazy-Carducci Publishers. ISBN 978-0-86516-352-2. (Outdated)
- Mason, Herbert (2003) [1970, 1972]. Gilgamesh: A Verse Narrative. Boston, MA: Mariner Books. ISBN 978-0-618-27564-9. First published in 1970 by Houghton Mifflin; Mentor Books paperback published 1972. (Outdated)

Анализа
- George, Andrew R (1999). The Epic of Gilgamesh: The Babylonian Epic Poem and Other Texts in Akkadian and Sumerian. London: Penguin Press.. (Translation for general readership)
- George, Andrew R (2003). The Babylonian Gilgamesh Epic: Introduction, Critical Edition and Cuneiform Texts, 2 Vols. Oxford: Oxford University Press.. (Translation for scholars)
- Best, Robert (1999). Noah's Ark and the Ziusudra Epic. Eisenbrauns. ISBN 978-0-9667840-1-5.
- Damrosch, David (2007). The Buried Book: The Loss and Rediscovery of the Great Epic of Gilgamesh. Henry Holt and Co. ISBN 978-0-8050-8029-2.
- Jacobsen, Thorkild (1976). The Treasures of Darkness, A History of Mesopotamian Religion. Yale University Press. ISBN 978-0-300-01844-8. (Outdated)
- Kluger, Rivkah (1991). The Gilgamesh Epic: A Psychological Study of a Modern Ancient Hero. Daimon. ISBN 978-3-85630-523-9. (Outdated)